# Exile on Main St.
Albums de The Rolling Stones
Sticky Fingers
(1971) Goats Head Soup
(1973)
Singles
1. Tumbling Dice / Sweet Black Angel
Sortie : 14 avril 1972
2. Happy / All Down the Line
Sortie : 15 juillet 1972
3. Plundered My Soul / All Down the Line
Sortie : 17 avril 2010

Exile on Main St. est le dixième album du groupe de rock britannique The Rolling Stones. Sorti en 1972, ce double album studio (le seul de la carrière du groupe) est produit par Jimmy Miller.

## Historique

### Contexte
Exile on Main St. a été écrit et enregistré entre 1969 et 1972. Mick Jagger a dit : « Après avoir terminé notre contrat avec Allen Klein, nous ne voulions plus lui confier [ces pistes précédentes], » comme ils furent obligés de faire avec Brown Sugar et Wild Horses de l'album Sticky Fingers. Beaucoup de chansons ont été enregistrées entre 1969 et 1971 aux Olympic Studios et chez Mick Jagger à Stargroves en Angleterre pendant les sessions de Sticky Fingers.
Au printemps de 1971, les Rolling Stones ont dépensé l’argent qu'ils devaient en taxes et quittent la Grande-Bretagne avant que le gouvernement ne puisse confisquer leurs biens. Mick Jagger s’installe à Paris avec sa nouvelle épouse Bianca, et le guitariste Keith Richards loue une villa, Nellcôte à Villefranche-sur-Mer, près de Nice. Les autres membres se sont installés dans le sud de la France. Un studio d’enregistrement approprié étant introuvable pour que le groupe puisse continuer à travailler sur l'album, le sous-sol de Nellcôte devient un studio improvisé avec l’aide du camion studio Rolling Stones mobil.

### Enregistrement

#### Nellcôte
L'enregistrement commença sérieusement vers mi-juin. Le bassiste Bill Wyman se souvient que le groupe travailla chaque nuit de 20 heures à 3 heures du matin pour le reste du mois. Wyman a dit de cette période : « Tout le monde n'était pas au top tous les soirs. Ce fut, pour moi, une des principales frustrations de toute cette période. Pour nos deux albums précédents, nous avions bien travaillé et écouté le producteur Jimmy Miller. À Nellcôte les choses étaient très différentes et il m’a fallu un certain temps pour comprendre pourquoi. » À cette époque, Richards avait commencé à prendre quotidiennement de l’héroïne. Des milliers de livres sterling d'héroïne ont transité par le manoir chaque semaine, ainsi que des visiteurs tels que William Burroughs, Terry Southern, Gram Parsons et Marshall Chess (qui dirigeait le nouveau label des Rolling Stones). Parsons a été prié de quitter Nellcôte début juillet 1971, à la suite de son comportement odieux et d'une tentative de Richards pour nettoyer la maison des usagers de drogue à la suite de pressions exercées par les policiers français.
L'usage de drogues de Richards l’a empêché d’assister aux séances qui se déroulaient dans son sous-sol, tandis que Mick Jagger et Bill Wyman étaient souvent incapables d’y assister pour d’autres raisons. Tout cela a souvent obligé le groupe à devoir enregistrer ses morceaux sous une autre forme. Un cas notable a été l’enregistrement de l’une des plus célèbres chansons de Richards, Happy. Enregistré dans le sous-sol, Richards a déclaré en 1982, « Happy était quelque chose que j’ai fait parce que j’ai été une fois au début d’une session. Il y avait Bobby Keys et Jimmy Miller. Nous n’avions rien à faire et soudain j'ai pris la guitare et j'ai joué ce riff. Nous avons enregistré la piste originale avec un sax baryton, une guitare et Jimmy Miller à la batterie. Et le reste est construit sur cette piste. C’était juste un jam d'après-midi. où tout le monde dit, « Wow, oui, travaillons dessus » ».
Le groupe de base pour les sessions à Nellcôte se composait de Richards, Bobby Keys, Mick Taylor, Charlie Watts, Miller (un batteur qualifié à part entière qui a couvert les absences de Watts sur Happy et Shine a Light) et Jagger lorsqu’il était disponible. Wyman n’aimait pas l’ambiance de la villa de Richards et n'a pas pris part à nombre des sessions françaises. Bien que Wyman soit crédité sur seulement huit chansons de l’album, il a dit à Bass Player Magazine que les crédits sont incorrects et qu’il a effectivement joué sur plus de chansons. Les autres parties de basse ont été créditées à Taylor, Richards et le bassiste de session Bill Plummer. Dans ses mémoires, Stone Alone, Wyman a noté qu’il y avait une division entre les membres du groupe qui s'adonnaient librement aux drogues (Richards, Miller, Keys, Taylor, l'ingénieur du son Andy Johns) et ceux qui se sont abstenus à des degrés divers (Wyman, Watts et Jagger).
L'enregistrement de l'album à la Villa Nellcôte a été suivie par le photographe français, Dominique Tarlé à partir de l'arrivée du groupe jusqu'à son départ. Les photographies ont été exposées à partir des années 2000.

#### Los Angeles
Le travail sur les autres chansons (notamment Rip this Joint, Shake Your Hips, Casino Boogie, Happy, Rocks Off, Turd on the Run'' et Ventilator Blues) a commencé dans le sous-sol de Nellcôte et s'est poursuivi au Sunset Sound Recorders à Los Angeles, où les overdubs (toutes les parties de piano et clavier, le chant, toutes les guitares et des overdubs de basse) ont été ajoutés au cours des sessions qui se déroulèrent entre décembre 1971 et mars 1972. D’autres titres tels que Torn and Frayed et Loving Cup ont été réenregistrés à Los Angeles. Bien que Jagger ait été souvent absent à Nellcôte, il prit en charge la deuxième étape de l’enregistrement à Los Angeles, arrangeant pour les claviéristes Billy Preston et Dr John et la crème des chanteuses session de la ville pour les overdubs de chœurs. Les arrangements finaux aux inflexions gospel de Tumbling Dice, Let It Loose et Shine a Light ont été inspirés par une visite de Jagger et Preston dans une église évangélique locale.
Les séances d’enregistrement étendues et les différentes méthodes de la part de Jagger et Richards reflètent la disparité croissante dans leurs vies personnelles. Au cours de la réalisation de l’album, Jagger a épousé Bianca, mariage suivi de près par la naissance de leur fille, Jade, en octobre 1971. Richards a été fermement attaché à sa petite amie Anita Pallenberg, pourtant tous deux étaient dans les affres de la dépendance à l’héroïne, que Richards ne surmonterait pas jusqu’au tournant de la décennie.

## Caractéristiques artistiques

### Analyse du contenu
Selon Bill Janovitz, dans son analyse de l'album de la série de livres 33⅓, Exile on Main St. comporte « une quantité apparemment infinie de variations subtiles (et pas si subtiles) sur le rock & roll - une forme qui avait semblé être sévèrement limité à la musique de base axée sur la guitare ». Le biographe musical John Perry écrit que les Rolling Stones ont développé un style de hard rock pour l'album qui est « entièrement moderne mais enraciné dans le rock & roll des années 1950 et le swing des années 1930-1940 ». Stephen Thomas Erlewine, écrivant pour AllMusic, a décrit Exile on Main St. comme "un double album tentaculaire et fatiguant" avec "une série de jams sombres et denses" qui englobent les styles rock and roll, blues, country et gospel. L'écrivain de Rolling Stone, Richard Gehr, compare l'album à la musique rebelle et observe une forte influence de la musique du sud des États-Unis dans ses explorations «souples» du rock des années 1950, de la soul afro-américaine et du gospel country.
Bien qu'Exile soit souvent considéré comme reflétant la vision de Richards d'un son rock brut et proche des racines, Jagger exprimait déjà son ennui avec le rock and roll dans plusieurs interviews au moment de la sortie de l'album. La position de Jagger sur le son rock and roll d'Exile à l'époque est interprétée par l'universitaire de musique Barry J. Faulk pour apparemment « signaler la fin de la tentative consciente des Stones de faire revivre le roots rock à l'américaine ». L'efficacité de Richards est sérieusement minée par sa dépendance à l'héroïne, les albums suivants du groupe dans les années 1970 - dirigés en grande partie par Jagger - expérimenteront à des degrés divers d'autres genres musicaux, s'éloignant des influences profondes d'Exile on Main St..
Selon Robert Christgau, Exile on Main St. développe les thèmes hédonistes que le groupe a explorés sur des albums précédents tels que Sticky Fingers. Comme il l'écrit, « Il a empilé tous les vieux thèmes - le sexe comme pouvoir, le sexe comme amour, le sexe comme plaisir, la distance, la folie, la libération - en plus d'une obsession du temps qui était plus que appropriée chez les hommes de trente ans qui sont encore engagés à ce qui est autrefois considéré comme de la musique de jeunesse ».

### Pochette et disque
Pour Exile on Main St., Mick Jagger veut une couverture d'album qui reflète le groupe comme "des hors-la-loi en fuite utilisant le blues comme son arme contre le monde", mettant en valeur "un sentiment d'isolement joyeux, souriant face à un avenir effrayant et inconnu". Alors que le groupe termine l'album à Los Angeles, ils font appel au designer John Van Hamersveld et son partenaire photographe Norman Seeff, et invitent également le photographe documentaire Robert Frank. Le même jour, Seeff photographie les Stones dans leur manoir de Bel Air, Frank emmène Jagger pour des photos dans Main Street à Los Angeles. L'emplacement est le bloc 500 près de l'hôtel Leonide. À l'époque, il y a un prêteur sur gages, une entreprise de cireur de chaussures et un théâtre pornographique (The Galway Theatre) sur les lieux. Pourtant, Van Hamersveld et Jagger choisissent l'image de couverture d'une photographie déjà existante de Frank, extraite de son livre phare de 1958, Les Américains,. Nommée "Tattoo Parlor" mais peut-être tirée du Dime museum d'Hubert à New York, l'image est un collage d'artistes de cirque et de monstres, comme "Three Ball Charlie", un artiste de spectacle des années 1930 de Humboldt, Nebraska, qui tient trois boules ( une balle de tennis, une balle de golf et une boule de billard "5") dans sa bouche ; Joe "The Human Corkscrew" Allen, représenté dans une publicité de style carte postale, un contorsionniste capable de se tortiller et de se tordre à travers un cerceau de 13,5 pouces (34,29 cm) ; et Hezekiah Trambles, "The Congo Jungle Freak", un homme habillé en sauvage africain, sur une photo prise par Diane Arbus, alors récemment décédée. Les photos de Seeff sont réutilisées sous forme de 12 cartes postales perforées à l'intérieur de la pochette, tandis que les photographies de Frank sur Main Street sont utilisées dans le collage de la pochette et de la couverture arrière réalisé par Van Hamersveld, qui présente d'autres photos que Frank a prises du groupe et de leur équipe, y compris leur assistant Chris O'Dell, une ancienne connaissance de Van Hamersveld qui l'a amené aux Stones – et à d'autres sorties de Les Américains.

## Parution et réception
Exile on Main St. sort le 12 mai 1972 en tant que double album par Rolling Stones Records. C'est le dixième album du groupe. Sa sortie est précédée par le single Tumbling Dice qui se classe dans le top dix britannique (8e) et américain (7e). L'album rencontre immédiatement le succès commercial, arrivant en tête de classements mondial au moment où le groupe commence sa tournée américaine, la première depuis le drame d'Altamount en 1969, pour promouvoir l'album. La chanson Happy, chantée par Keith Richards, sort en tant que second single pour attirer plus de public aux concerts de la tournée et se classe à la 22e place aux Etats-Unis en août.
Après la sortie de l'album, l'ancien manager du groupe Allen Klein a poursuivi les Rolling Stones pour violations de droits car cinq chansons de l'album ont été composées alors que Mick Jagger et Keith Richards étaient sous contrat avec sa société, ABKCO : Sweet Virginia, Loving Cup, All Down the Line, Shine a Light et Stop Breaking Down (écrit par Robert Johnson mais réinterprété par Jagger et Richards). ABKCO a acquis les droits d'édition des chansons, recevant ainsi une part des redevances de l'album. La même année, ABKCO a publié une nouvelle compilation intitulée More Hot Rocks (Big Hits and Fazed Cookies) (faisant suite à Hot Rocks 1964-1971 sorti l'année précédente) avec des chansons inédites en album.
Exile on Main St. a reçu un accueil critique mitigé à sa sortie, certains lui reprochant d'être un album inégal sur le plan qualitatif. Dans sa critique pour le magazine Rolling Stone en juillet 1972, Lenny Kaye a déclaré que le disque "se concentrait sur les composants de base du son des Stones tel que nous l'avons toujours connu", y compris la musique rock basée sur le blues avec un "sentiment omniprésent de noirceur". Cependant, il a ajouté que la qualité inégale des chansons signifie que "le grand album des Stones de leur période de maturité est encore à venir". Richard Williams de Melody Maker était plus enthousiaste et l'a considéré comme le meilleur album du groupe, écrivant qu'il "prendra sa place dans l'histoire" car la musique "repousse complètement les moqueries et les attaques des artistes indignés et réprimés. Une fois pour toutes, il répond des questions sur leur capacité en tant que rock'n'rollers." Geoffrey Cannon de The Guardian est en accord avec son collègue, déclarant: "Exile On Main Street restera comme l'album classique [des Stones], réalisé à l'apogée de leur domination musicale et de leur confiance en soi." Roy Carr du NME a fait l'éloge supplémentaire des morceaux, louant les styles présents, les performances du groupe et le contenu des paroles. Dans une liste de fin d'année pour Newsday, Christgau l'a nommé meilleur album de 1972 et a déclaré: "ce chef-d'œuvre éteint" marque le sommet de la musique rock pour l'année car il "explore de nouvelles profondeurs de l'obscurité des studios d'enregistrement, enterrant la voix de Mick sous des couches de cynisme, d'angoisse et d'ennui".

« Ce nouvel album est vraiment fou. Il y a tellement de chansons différentes. C'est très rock & roll, vous savez. Je ne voulais pas que ce soit comme ça. Je suis la personne la plus expérimentale du groupe, vous voyez que j'aime expérimenter. Ne pas répéter la même chose encore et encore. Depuis que j'ai quitté l'Angleterre, j'ai eu ce truc que je voulais faire. Je ne suis pas contre le rock & roll, mais j'ai vraiment envie d'expérimenter. Le nouvel album est très rock & roll et c'est bien. Je veux dire, je m'ennuie beaucoup avec le rock & roll. Le renouveau. Tout le monde connaît ses racines, mais il faut explorer partout. Vous devez aussi explorer le ciel. »

— Mick Jagger, 1972
Selon le site Acclaimed Music, l'album est huitième sur la liste des albums les plus recommandés de tous les temps par la critique.
Une version remastérisée de l'album est sortie le 17 mai 2010, comprenant dix nouveaux titres. La plupart de ces inédits sont en fait des instrumentaux datant de l'époque de l'enregistrement de l'album auxquels des voix, guitares et chœurs enregistrés en 2009 ont été ajoutés.
En 2012, l'album a reçu le Grammy Hall of Fame Award.

## Liste des chansons
| 1. | Rocks Off       | Jagger/Richards          | 4:30 |
| 2. | Rip This Joint  | Jagger/Richards          | 2:23 |
| 3. | Shake Your Hips | Slim Harpo (James Moore) | 2:57 |
| 4. | Casino Boogie   | Jagger/Richards          | 3:31 |
| 5. | Tumbling Dice   | Jagger/Richards          | 3:42 |

| 6. | Sweet Virginia    | Jagger/Richards | 4:25 |
| 7. | Torn and Frayed   | Jagger/Richards | 4:17 |
| 8. | Sweet Black Angel | Jagger/Richards | 2:52 |
| 9. | Loving Cup        | Jagger/Richards | 4:22 |

| 10. | Happy                       | Jagger/Richards              | 3:02 |
| 11. | Turd on the Run             | Jagger/Richards              | 2:35 |
| 12. | Ventilator Blues            | Jagger/Richards/ Mick Taylor | 3:24 |
| 13. | I Just Want to See His Face | Jagger/Richards              | 2:52 |
| 14. | Let It Loose                | Jagger/Richards              | 5:17 |

| 15. | All Down the Line  | Jagger/Richards | 3:47 |
| 16. | Stop Breaking Down | Robert Johnson  | 4:34 |
| 17. | Shine a Light      | Jagger/Richards | 4:14 |
| 18. | Soul Survivor      | Jagger/Richards | 3:47 |

### CD bonus de la réédition 2010
1. Pass the Wine (Sophia Loren) - 4:54
2. Plundered My Soul - 3:59
3. I'm Not Signifying - 3:55
4. Following the River - 4:52
5. Dancing in the Light - 4:21
6. So Divine (Aladdin Story) - 4:32
7. Loving Cup (alternate take) - 5:26
8. Soul Survivor (alternate take) - 3:59
9. Good Time Women - 3:21
10. Title 5 - 1:47
11. All Down the Line (Prise alternative - Pièce bonus sur la copie japonaise exclusivement) - 4:09

## Personnel

### The Rolling Stones
- Mick Jagger - chant, harmonica, percussions, guitare rythmique sur Tumbling Dice et Stop Breaking Down
- Keith Richards - guitare solo sur Tumbling dice, chant sur Happy, chœurs, basse sur Casino Boogie, Happy, Soul Survivor, piano électrique sur I Just Want to See His Face,
- Mick Taylor - guitare, guitare slide, basse sur Tumbling Dice, Torn and Frayed, I Just Want to See His Face et Shine a Light
- Bill Wyman - basse
- Charlie Watts - batterie

## Personnel supplémentaire sur la réédition de 2010
- Keith Richards : Chant sur Soul Survivor (Prise alternative)
- Lisa Fischer, Cindy Mizelle : Chœurs
- David Campbell : Arrangement des cordes sur Following the River
- Production : Don Was et The Glimmer Twins
- Bob Clearmountain : ingénieur

### Musiciens supplémentaires
- Al Perkins - guitare pedal steel sur Torn and Frayed
- Bill Plummer - contrebasse sur Rip This Joint, Turd on the Run, I Just Want to See His Face et All Down the Line
- Bobby Keys - saxophone, percussions sur Happy
- Jim Price - trompette, trombone, orgue sur Torn and Frayed
- Billy Preston - piano et orgue sur Shine a Light
- Nicky Hopkins - piano
- Ian Stewart - piano sur Shake Your Hips, Sweet Virginia et Stop Breaking Down
- Richard Washington - marimba sur Sweet Black Angel
- Jimmy Miller - batterie sur Tumbling Dice (outro), Happy et Shine a Light, percussions sur Sweet Black Angel, Loving Cup, I Just Want to See His Face et All Down the Line
- Chœurs :
  - Clydie King, Venetta Fields : sur Tumbling Dice, I Just Want to See His Face, Let It Loose et Shine a Light
  - Gram Parsons : sur Sweet Virginia
  - Jerry Kirkland : sur I Just Want to See His Face et Shine a Light
  - Tamiya Lynn, Shirley Goodman, Mac Rebennack alias Dr John : sur Let it loose
  - Joe Green : sur Let It Loose et Shine a Light
  - Kathi McDonald : sur All Down the Line

## Charts & certifications

### Album
Charts
| Pays        | Durée du classement | Meilleure position | Date           |
| ----------- | ------------------- | ------------------ | -------------- |
| Allemagne   | 5 semaines          | 2e                 | 15 juin 1972   |
| Australie   | 12 semaines         | 2e                 | 12 août 1972   |
| Canada      | 26 semaines         | 1er                | 7 juillet 1972 |
| États-Unis  | 57 semaines         | 1er                | 17 juin 1972   |
| France      | 5 semaines          | 8e                 | 5 juin 1972    |
| Italie      | -                   | 4e                 | 1972           |
| Norvège     | 14 semaines         | 1er                | 12 juin 1972   |
| Pays-Bas    | 9 semaines          | 1er                | 10 juin 1972   |
| Royaume-Uni | 16 semaines         | 1er                | 10 juin 1972   |

| Pays             | Durée du classement | Meilleure position | Date         |
| ---------------- | ------------------- | ------------------ | ------------ |
| Allemagne        | 16 semaines         | 3e                 | 28 mai 2010  |
| Australie        | 5 semaines          | 6e                 | 30 mai 2010  |
| Autriche         | 8 semaines          | 7e                 | 28 mai 2010  |
| Belgique (W)     | 9 semaines          | 9e                 | 29 mai 2010  |
| Belgique (V)     | 12 semaines         | 8e                 | 29 mai 2010  |
| Danemark         | 5 semaines          | 5e                 | 28 mai 2010  |
| Espagne          | 25 semaines         | 2e                 | 23 mai 2010  |
| Finlande         | 1 semaine           | 25e                | 24 mai 2010  |
| France           | 1 semaine           | 97e                | 28 août 2010 |
| Italie           | 13 semaines         | 4e                 | 27 mai 2010  |
| Norvège          | 8 semaines          | 1er                | 24 mai 2010  |
| Nouvelle-Zélande | 8 semaines          | 4e                 | 24 mai 2010  |
| Pays-Bas         | 17 semaines         | 2e                 | 22 mai 2010  |
| Royaume-Uni      | 8 semaines          | 1er                | 23 mai 2010  |
| Suède            | 14 semaines         | 1er                | 28 mai 2010  |
| Suisse           | 9 semaines          | 8e                 | 30 mai 2010  |

Certifications
| Pays             | Certification | Ventes      | Date         |
| ---------------- | ------------- | ----------- | ------------ |
| Australie        | Platine       | 70 000 +    | 11 juin 2010 |
| États-Unis       | Platine       | 1 000 000 + | 31 mai 2010  |
| Italie           | Or            | 30 000 +    | 2014         |
| Nouvelle-Zélande | Or            | 7 500 +     | 31 mai 2010  |
| Royaume-Uni      | Platine       | 300 000 +   | 16 août 2013 |

### Singles
| Single        | Chart            | Durée du classement | Position | Date              |
| ------------- | ---------------- | ------------------- | -------- | ----------------- |
| Tumbling Dice | Hot 100          | 10 semaines         | 7e       | 27 mai 1972       |
| Tumbling Dice | Single Top 100   | 7 semaines          | 17e      | 22 mai 1972       |
| Tumbling Dice | (W) Ultratop     | 8 semaines          | 23e      | 10 juin 1972      |
| Tumbling Dice | (V) Ultratop     | 2 semaines          | 28e      | 20 mai 1972       |
| Tumbling Dice | RPM Top Singles  | 11 semaines         | 7e       | 10 juin 1972      |
| Tumbling Dice | Single Top 40    | 9 semaines          | 8e       | 9 juillet 1972    |
| Tumbling Dice | VG-lista         | 6 semaines          | 6e       | 29 mai 1972       |
| Tumbling Dice | Mega Top 50      | 6 semaines          | 5e       | 13 mai 1972       |
| Tumbling Dice | UK Singles Chart | 8 semaines          | 5e       | 13 mai 1972       |
| Happy         | Hot 100          | 8 semaines          | 22e      | 19 août 1972      |
| Happy         | (W) Ultratop     | 9 semaines          | 23e      | 23 septembre 1972 |
| Happy         | RPM Top Singles  | 11 semaines         | 9e       | 2 septembre 1972  |
| Happy         | Single Top 40    | 8 semaines          | 6e       | 24 septembre 1972 |